# 平田崇昭
平田 崇昭（ひらた たかあき、1965年10月2日 - ）は元競輪選手。福岡県八女市出身。日本競輪学校第55期卒業。現役時は日本競輪選手会福岡支部に所属。師匠は原敬人。ホームバンクは久留米競輪場。

## 戦績
久留米工業大学付属高等学校在学中の1983年に全国高等学校総合体育大会自転車競技大会（一宮競輪場）のポイントレースで優勝し、1985年に日本競輪学校へ入学。同期に鈴木誠、郡山久二、松田孝志らがおり、在校成績24位で卒業。同年5月11日にホームの久留米でデビュー戦を迎え3着。初勝利は同年7月27日の平塚競輪場。
1990年、オールスター競輪（宇都宮競輪場）決勝4着。
1991年、日本選手権競輪（一宮）決勝6着。高松宮杯競輪（大津びわこ競輪場）決勝3着。
1992年、日本選手権競輪（前橋競輪場）決勝5着。オールスター競輪（名古屋競輪場）では、1着入線の井上茂徳が内線突破で失格となり、松本整との長い写真判定となったが、わずかに届かず2着。
1993年、高松宮杯競輪決勝3着。
1994年、4月に行われたふるさとダービー（小松島競輪場）を優勝。日本選手権競輪（静岡競輪場）決勝7着。寛仁親王牌（前橋）決勝2着。
1995年、競輪祭競輪王戦（小倉競輪場）決勝2着。
2001年12月、脳腫瘍の診断を受ける。翌2002年10月、競走に復帰。
2014年11月15日、久留米競輪場第8R・A級特選2着を最後の競走として、同月21日にA級1班在位のまま選手登録消除。通算成績2174戦242勝。